# サラ・ヌドゥンデ
サラ・ヌドゥンデ（Sarah Ndunde、1997年2月13日 - ）は、ケニアの女子ラグビー選手。

## プロフィール
- ケニア出身。
- 身長 165cm、体重 70kg

## 略歴
2021年、東京五輪の7人制女子ケニア代表に選ばれた。